# مانيل كوكي
مانيل كوكي مواليد 4 فبراير 1988، هي لاعبة كرة يد تونسية تلعب كمحور. مثلت منتخب تونس لكرة اليد للسيدات.

## سجل المنافسة
شاركت في البطولات التالية:
- بطولة العالم لكرة اليد للسيدات 2013
- بطولة العالم لكرة اليد للسيدات 2015